# Карава
Карава (греч. Καράβα) или Схизокараво (Σχιζοκάραβο) — гора в Греции, одна из гор Южного Пинда. Расположена к западу от водохранилища Тавропос, к северо-западу от горы Маратия (Μαράθια, 2042 м), к северо-востоку от горы Аэти (Αετοί, 1852 м), к юго-востоку от гор Катафиди (2392 м), Какардица (2429 м) и Авго (2146 м), на территории периферийной единицы Кардица в периферии Фессалия. Высота 2184 м над уровнем моря.